# USS Sargo (SS-188)
Pour les autres navires du même nom, voir USS Sargo.
L'USS Sargo (SS-188) est un sous-marin, navire de tête de sa classe construit pour l'US Navy à la fin des années 1930. 
Construit au chantier naval Electric Boat de Groton, dans le Connecticut, sa quille est posée le 12 mai 1937, il est lancé le 6 juin 1938, parrainé par Mme Catherine V. Nimitz (épouse de l'amiral Chester W. Nimitz), et mis en service le 7 février 1939, sous le commandement du lieutenant E. E. Yeomans.   

## BatteriesSargo
Le Sargo a été le premier navire équipé d'une nouvelle batterie au plomb conçue par le Bureau of Steam Engineering (en) (BuEng) pour résister aux dommages de combat, sur la base d'une suggestion de son commandant, le lieutenant E. E. Yeomans. Elle fut communément appelée « batterie Sargo ». Au lieu d'un seul étui en caoutchouc, la batterie avait deux étuis concentriques en caoutchouc dur avec une couche de caoutchouc souple entre eux. Cela visait à empêcher les fuites d'acide sulfurique dans le cas où un cas se fissurerait lors d'un grenadage ASM. Des fuites d'acide sulfurique seraient susceptibles de corroder l'acier, de brûler la peau des membres d'équipage avec lesquels il est entré en contact et, si elles étaient mélangées à de l'eau de mer dans les fonds de cale, elles généreraient du chlore gazeux toxique. Cela resta la conception standard des batteries jusqu'à ce qu'elles soient remplacées par des batteries Sargo II et GUPPY dans des sous-marins améliorés dans le cadre du Greater Underwater Propulsion Power Program après la Seconde Guerre mondiale. La capacité de chaque batterie fut légèrement augmentée en installant 126 cellules au lieu de 120 ; cela augmenta également la tension nominale de 250 à 270 volts, ce qui est depuis lors standard aux États-Unis, y compris les batteries de secours des sous-marins nucléaires.

## Historique
Après sa croisière inaugurale dans l'Atlantique au large de l'Amérique du Sud, le Sargo rejoint l'United States Asiatic Fleet (unité de la flotte du Pacifique) en juillet 1939. Le submersible est stationné à Manille lorsque les Japonais attaquent Pearl Harbor le 7 décembre 1941. Le lendemain, il appareille de la capitale des Philippines pour patrouiller dans les eaux au large de l'Indochine française et des Indes néerlandaises. Au cours de ces patrouilles, il subit plusieurs séries d'avarie de torpilles défectueuses, rendant ses raids totalement inefficaces. Le 20 janvier 1942, il prend part au sauvetage de l'équipage du S-36 dans le détroit de Macassar ; cinq jours plus tard, le Sargo fait escale à Soerabaja à Java, où il embarque un stock de munitions pour rejoindre Mindanao, aux Philippines. Son voyage de retour à Soerabaja comprend 24 spécialistes du Boeing B-17 de Clark Field à son bord. 
Le 25 février, le Sargo est confondu avec un navire japonais et attaqué par un avion allié, infligeant des dégâts mineurs. Il termine cependant avec succès la mission qui lui avait été donnée, la livraison de 31 passagers à Fremantle, en Australie. 
Le reste de l'année, le Sargo mène des patrouilles dans tout le Pacifique. À la fin de 1944, il opère au large des côtes du Japon avant de servir de sous-marin d'entraînement jusqu'à la fin de la guerre du Pacifique. Désarmé le 22 juin 1946, le navire est vendu le 19 mai 1947 pour y être démantelé.

## Décorations
Le Sargo a reçu huit battle stars et une Philippine Presidential Unit Citation pour son service pendant la Seconde Guerre mondiale.